# Esas no son penas
Esas no son penas es una película ecuatoriana estrenada en 2005 y dirigida por Daniel Andrade y Anahí Hoeneisen.

## Argumento
Cinco treintañeras, amigas de la adolescencia, se reúnen 14 años después de salir del colegio. Cada tiene su propia historia: Marina engaña a su marido; su hermana Tamara vive entre drogas y amantes casuales; Elena, abandonada por su pareja en pleno embarazo, vive junto con su hijo de 8 años y su hermano; mientras que Diana, aparentemente satisfecha, cría a su hija adolescente. La reunión se lleva a cabo durante la visita a la casa de Alejandra, consumida por una enfermedad. El reencuentro hará que se cuestionen el rumbo que está tomando su vida.
La película es un relato sobre la amistad, la complicidad y el paso a la madurez de este grupo de mujeres de clase media que viven en Quito, "una ciudad que, por lo general, está helada y gris, la ciudad perfecta para sentirse triste".

## Reparto
- Anahí Hoeneisen como 	 Elena
- Amaia Merino como 	 Marina
- Francisca Romeo como 	 Diana
- Paquita Troya como 	 Tamara
- Carolina Valencia como 	 Alejandra
- Nicolás Andrade como 	 Mateo

## Premios y nominaciones
| Premio                        | Categoría                      | Receptor(es)                     | Resultado |
| ----------------------------- | ------------------------------ | -------------------------------- | --------- |
| Festival de Mar del Plata     | Mejor Película Latinoamericana | Daniel Andrade y Anahí Hoeneisen | Nominado  |
| Festival de los 3 Continentes | Mejor Película                 | Daniel Andrade y Anahí Hoeneisen | Nominado  |